# Dollberg
Le Dollberg est une montagne du chaînon des Dollberge en Allemagne. Point culminant de la Sarre, il s'élève à une altitude de 695 m dans la Schwarzwälder Hochwald, à la frontière entre les arrondissements de Trèves-Saarburg (Rhénanie-Palatinat) et de Saint-Wendel (Sarre).

## Géographie

### Localisation

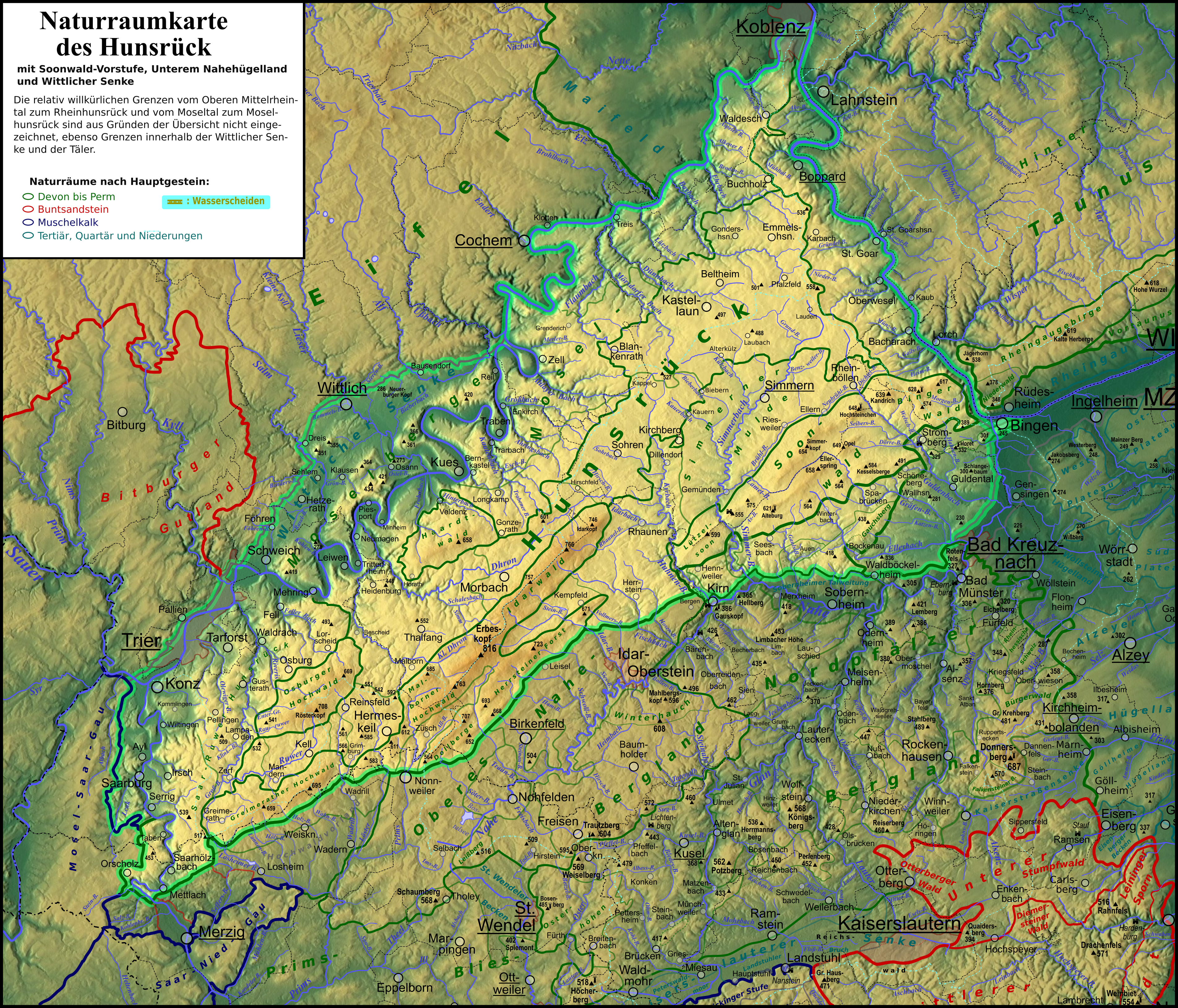
Le Dollberg se situe dans le sud-ouest du Hunsrück.

Le Dollberg se situe dans le parc naturel de Saar-Hunsrück, sur la frontière nord de la Sarre avec la Rhénanie-Palatinat, au sud-ouest des Dollberge. Son sommet se trouve à 1,4 km au sud de Neuhütten, à 3,5 km au nord-nord-est d'Otzenhausen, à 3,8 km au nord-ouest d'Eisen et à 4,5 km au nord-est de Nonnweiler (Sarre) dans le quartier de Sötern, qui appartient à la commune de Nohfelden.
Le chaînon des Dollberge constitue la partie sud-est de la Schwarzwälder Hochwald, dans le sud-ouest du Hunsrück.

### Hydrographie
Le Dollberg est drainé principalement au sud par de nombreux petits cours d'eau : sur son versant  sud-est, les deux affluents gauche et droit du Söterbach, le Känelbach et le Waldbach, prennent leur source, et au sud se trouve la source du Münzbach, un affluent de la Prims. 
À l'ouest, le Primstalsperre, barrage de Nonnweiler, se déploie le long de la Prims. Avec une superficie de 96 ha, il est l'un des plus grands lacs artificiels de la Sarre et sert de réservoir d'eau potable pour l'ensemble de l'État fédéral.

### Géologie
La roche, constituée majoritairement de quartzite, est âgée de plus de 380 millions d'années et remonte au Dévonien. Ses arêtes rocheuses et ses phénomènes d'altération, de gigantesques éboulis appelés « Rosselhalden », sont caractéristiques du parc national Hunsrück-Hochwald. Certaines sections des pentes raides sont largement dépourvues de végétation et presque entièrement recouvertes de blocs de quartzite. Ces vastes pierriers (Steinrauschen ou Rosseln) ont été formées par des fragments de roche détachés qui se sont déplacés vers le bas à partir de zones rocheuses plus élevées. Cela s'est produit principalement pendant les périodes froides au-dessus du sol gelé mais, aujourd'hui encore, des morceaux de roche glissent vers le bas lorsque le dégel hivernal s'installe.
Ces amoncellements de blocs naturellement ébauchés, disponibles à proximité et en grande quantité, ont grandement facilité la construction d'une fortification aussi imposante que le « Hunnenring » d'Otzenhausen.

### Faune et flore
Les types d'habitats forestiers protégés conformément à la Directive habitats sont, outre la hêtraie à Luzule (Luzulo-Fagetum), la forêt de tourbières, la ripisylve et la forêt mixte de ravins et de pentes. Par ailleurs, il existe des peuplements étendus et partiellement anciens de conifères, principalement des épicéas, ainsi que des zones de chablis plus importantes qui ont été reboisées.

## Histoire

### La plus haute montagne de la Sarre

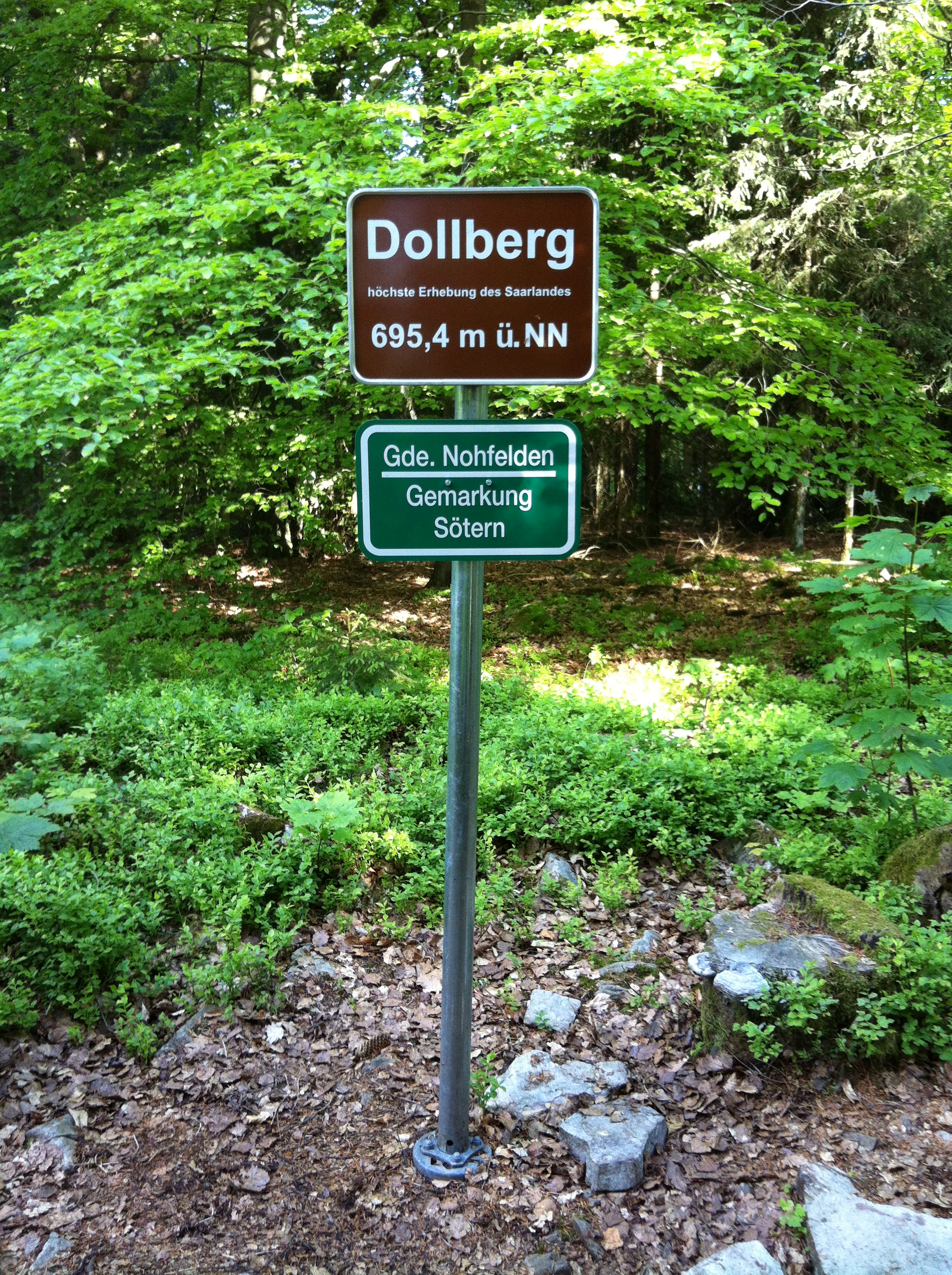
Panneau portant l'inscription Dollberg - point culminant de la Sarre - 695,4 m au-dessus du Normalnull.

Au XXe siècle, le Dollberg et le Schimmelkopf (Weiskircher Höhe) étaient considérés comme les plus hauts sommets de la Sarre, avec une altitude de 695 m (donnée en mètres entiers). Selon les relevés précis effectués par le Landesamt für Kataster-, Vermessungs- und Kartenwesen (Littéralement, « Office national du cadastre, des mesures et de la cartographie ») en 2005, le Dollberg, avec 695,4 m,, dépasse le Schimmelkopf de 0,6 m.

### Le «Hunnenring» de Otzenhausen
Dans les contreforts sud-ouest du Dollberg, entre la montagne et Nonnweiler, se trouve le Ringwall de Otzenhausen, rempart circulaire long d'environ 2,5 km qui protégeait un château-refuge ou oppidum trévire,.

### Crash d'un Starfighter F-104G

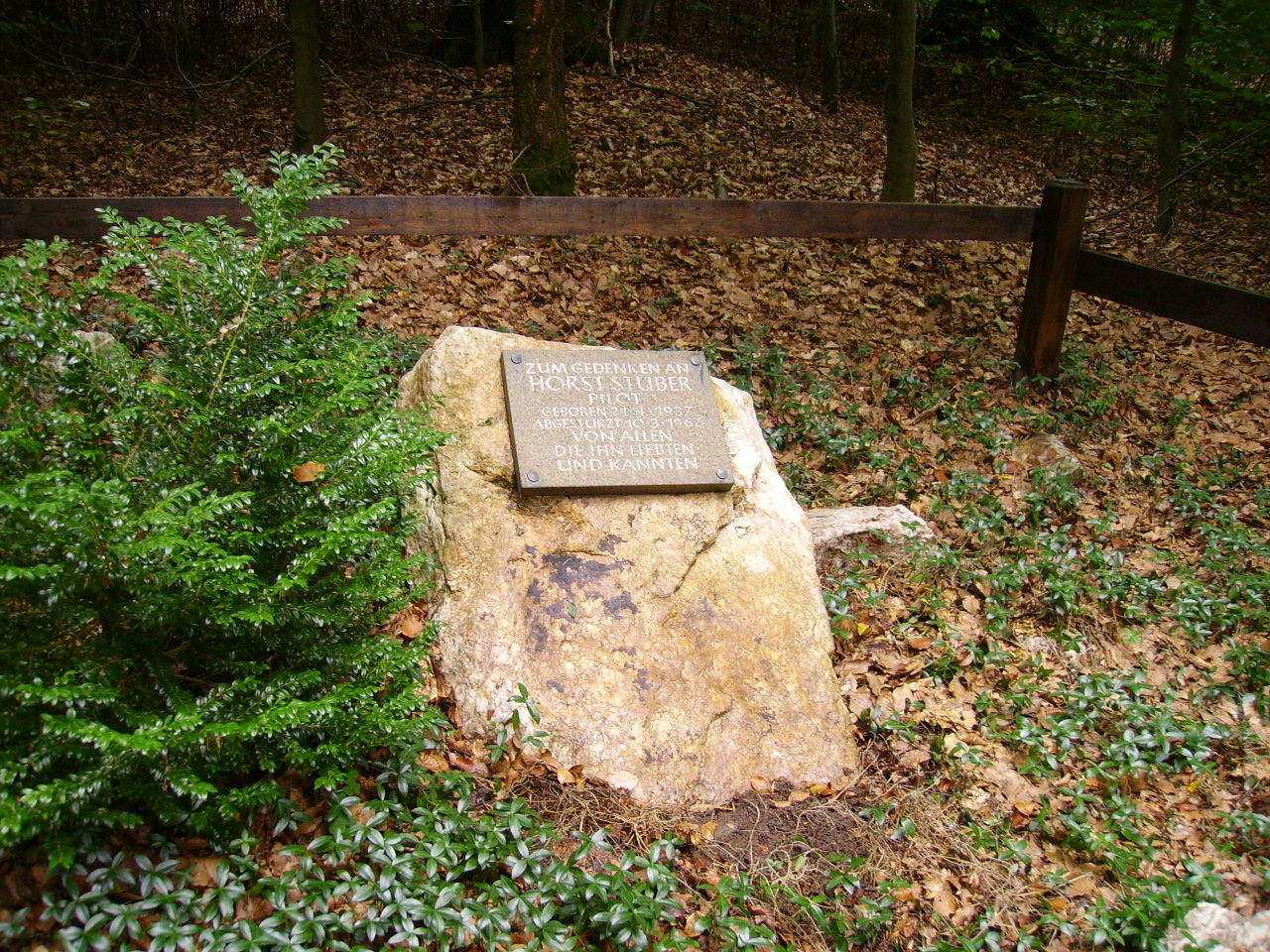
Pierre commémorative sur le site du crash du 10 mars 1966 près de Neuhütten (Hochwald).

Le 10 mars 1966, le Starfighter DC+117 de la Luftwaffe avec son pilote de 28 ans, le sergent Horst Stüber (21 avril 1937 - 10 mars 1966), s'est écrasé au nord-est de Neuhütten, non loin du village, en raison d'une défaillance technique du « kicker ». Les pièces étaient éparpillées sur une large zone. Selon un rapport de Der Spiegel : « (... le comble...) Il s'agit d'un dispositif de sécurité automatique qui était censé empêcher le Star-Fighter de caler pendant la montée. Stüber avait vraisemblablement tiré le manche de son avion vers l'arrière trop hâtivement pendant son vol. En conséquence, le moteur électrique du kicker s'est déclenché et a projeté le manche vers l'avant avec un impact de 22 kg. Le manche a donc été littéralement arraché de la main du pilote. Son avion, qui volait bas, a donc été rapidement poussé vers le bas et a percuté le sol. » L'office forestier d'Hermeskeil a posé une pierre commémorative.

## Activités et tourisme

### Protection environnementale
La réserve naturelle du Dollberg (créée en 1957, 30 ha) est située dans la partie sarroise du Dollberg, ainsi que la zone Natura 2000 de Dollberg und Eisener Wald (9 km2).

### Accès routier et randonnée
À l'ouest du Dollberg et le long de la Primstalsperre, les routes nationales 166 et 147, qui se rejoignent, permettent de relier Neuhütten et Otzenhausen. À partir de cette route, par exemple, la montagne peut être parcourue sur des chemins et des sentiers essentiellement forestiers. Le sentier Saar-Hunsrück y mène et le sentier européen E3 longe le flanc ouest de la montagne et le réservoir.
Sur le Dollberg, une bonne carte de randonnée et des chaussures robustes sont recommandées.

### Celtic Park
Situé au pied du mur d'enceinte du Hunnenring, le Celtic Park, ouvert depuis mai 2016, se compose d'une scène naturelle et d'un village celte reconstitué. Le village, clos par une palissade en bois d’environ 2 m de haut selon le modèle historique, contient une dizaine de bâtiments d’habitations, d’artisanat et de stockage construits d'après des vestiges. Son objectif est de reconstituer une colonie dans laquelle la vie des Celtes, leurs techniques d’artisanat et leurs conditions de vie peuvent être présentés et recréés de manière parlante.

### Projet «Cerda & Celtoi»
Entre 2005 et 2007, des artistes contemporains venus de 15 pays européens ont réalisé, sur le thème « Art & Celtes », des sculptures d'inspiration celte. Ces œuvres sont disposées le long d'un chemin de 6 km,.

### Ski
À Neuhütten, le « site de sports d'hiver du Dollberg » (« Wintersportplatz Dollberg »), une piste de ski de 300 mètres de long, une large pente au-dessus du village, est ouverte lorsque les conditions d'enneigement le permettent,.
Un club de ski du Dollberg existe depuis 1973.